# Scopula ochroleucaria
Scopula ochroleucaria là một loài bướm đêm trong họ Geometridae.